# بورخورت
بورخورت (به هلندی: Burgwerd) یک منطقهٔ مسکونی در هلند است که در سودوست-فریسلان واقع شده‌است. بورخورت ۳۱۵ نفر جمعیت دارد.